# Othreis paulii
Othreis paulii är en fjärilsart som beskrevs av Robinson 1968. Othreis paulii ingår i släktet Othreis och familjen nattflyn. Inga underarter finns listade i Catalogue of Life.